# Murowaniec (Józefina)
Murowaniec – część wsi Józefina w Polsce, w województwie wielkopolskim, w powiecie kaliskim, w gminie Koźminek, w sołectwie Józefina, letnisko, znajduje się tu zbiornik retencyjny Murowaniec.
W latach 1975–1998 Murowaniec administracyjnie należał do województwa kaliskiego.